# Guangzong (Xingtai)
Guangzong (chinesisch 广宗县, Pinyin Guǎngzōng Xiàn) ist ein chinesischer Kreis der bezirksfreien Stadt Xingtai, Provinz Hebei. Seine Fläche beträgt 509,9 km², er zählt 280.603 Einwohner (Stand: Zensus 2020). Sein Hauptort ist die Großgemeinde Guangzong (广宗镇).